# Casa del Escritor
La Casa del Escritor fue construida como vivienda en 1927 por el arquitecto Julio Machicao; desde 1962 pertenece a la Sociedad de Escritores de Chile, y de ahí su nombre actual. Fue declarada Monumento Histórico en 2009. Está ubicada en Almirante Simpson 7, calle que corre entre la avenida Vicuña Mackenna (W) y el parque Bustamante (E; calle Ramón Carnicer), en Santiago.

## Historia
La mansión que hoy es sede de la Sociedad de Escritores de Chile (SECH) fue levantada por orden de Enrique Schiffrin para su familia compuesta por su esposa y tres hijos. Este empresario austriaco se la encargó al arquitecto Julio Machicao, del que quedan otras construcciones de interés, particularmente en la calle Almirante Simpson (comuna de Providencia) y en la avenida Brasil (barrio Concha y Toro).
La casa es un ejemplo de la llamada arquitectura nacionalista (Ricardo Larraín Bravo, Luciano Kulczewski), surgida por los años 1920, que retoma elementos estilísticos históricos y los reinterpreta agregando otros de carácter local. Es una forma típica de la "clase media alta de principios de siglo XX en Chile, de amplios espacios interiores, profusa decoración y salones destinados a las artes".
Su ubicación correspondía al límite de lo que fue Santiago hasta finales del siglo XIX: el camino de Cintura. La ampliación de la ciudad, diseñada por Benjamín Vicuña Mackenna, propuso un nuevo tejido urbano hacia la periferia. La chacra de la familia Cifuentes, en el sector cercano a la plaza Italia, dio origen a nuevas calles y loteos", entre las que se hallaba la que es hoy Almirante Simpson. Esta conectaba la avenida Oriente, actual Vicuña Mackenna, con el ferrocarril que se iniciaba en la estación Providencia a pocas cuadras (donde estaba la antigua vía férrea hoy se encuentra el parque Bustamante), junto a la citada plaza.
El inmueble de tres plantas utiliza parqués, mármoles, maderas valiosas, herrerías y la influencia del art decó (arcos conopiales, escudos heráldicos, vitrales y figuras zoomorfas a manera de gárgolas medievales) es clara en su ornamentación. La luminosidad interior se debe a hermosos vitrales de autor desconocido que combinan dibujos provenientes del estilo Tudor con intervenciones circulares, próximas al art nouveau.
Los Schiffrin vivieron en esta casa hasta 1937; después tuvo otros propietarios hasta que a principios de los años 1960 fue adquirida por la SECH.
La adquisición de la casa por parte de esta organización fue gestionada en 1962 por Rubén Azócar y Ester Matte, a la sazón presidente y directora respectivamente de la SECH. Fue esta última quien en realidad consiguió que le dieran a los escritores la mansión, para lo cual se dirigió a su tío, el entonces presidente de Chile Jorge Alessandri.
Cuando se logró obtener la casa para la SECH, Rubén Azócar, según relata la escritora Virginia Vidal, "llamó en primer lugar a su amigo Pablo Neruda", que había sido presidente de la organización, para que conociera la casa. El poeta "gestionó con la embajada de México la habilitación de una taberna como sector de esparcimiento y tertulia para los escritores, idea que pronto se materializó. La taberna recibió el nombre de Refugio López Velarde". México donó "donó mobiliario y la vajilla estampada con el sello de la SECH" para este bar.
La Municipalidad de Providencia declaró la Casa del Escritor inmueble de conservación histórica en 2008 (decreto n.º 131) y al año siguiente pasó a ser también Monumento Histórico.

## Galería

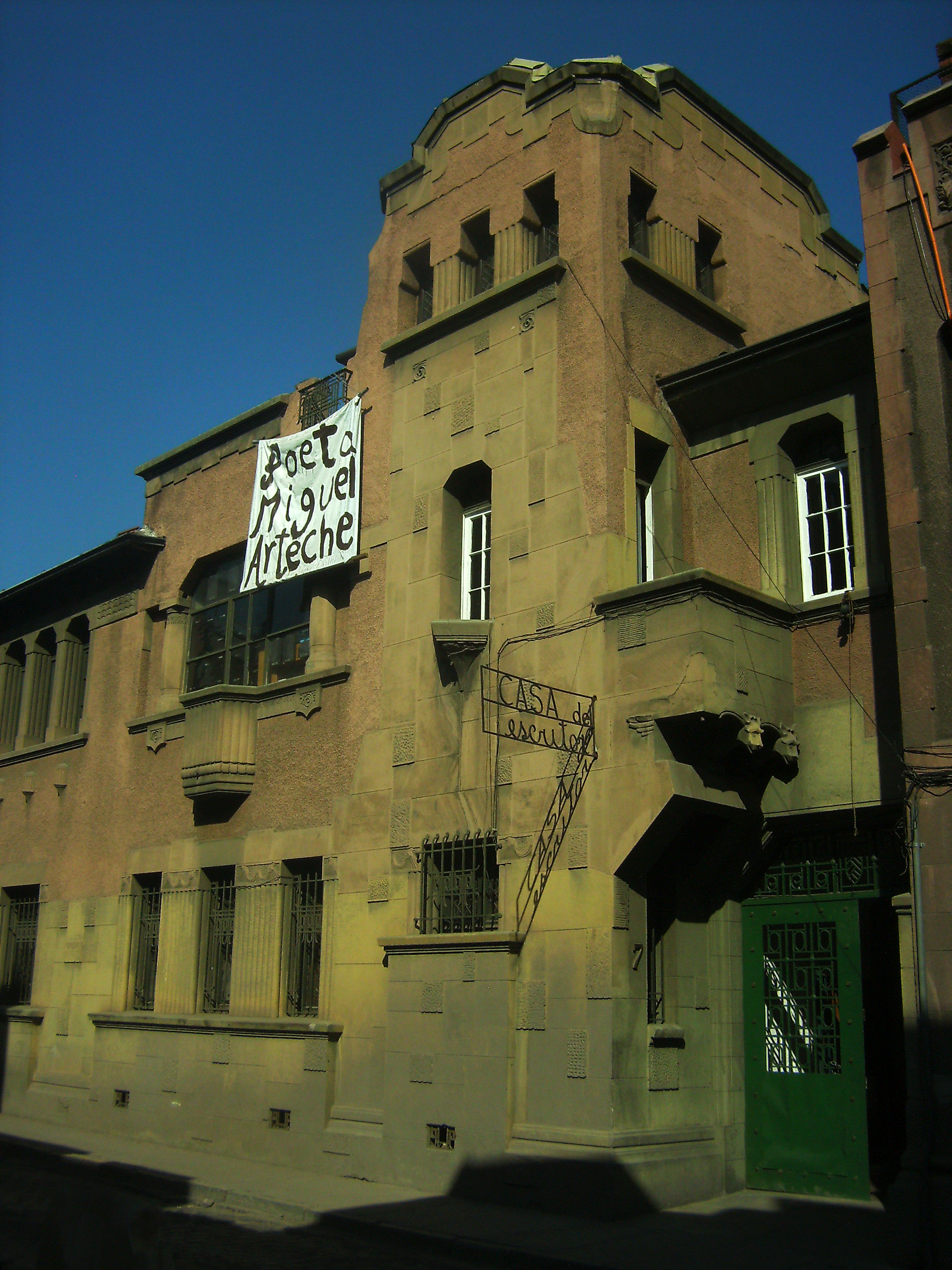
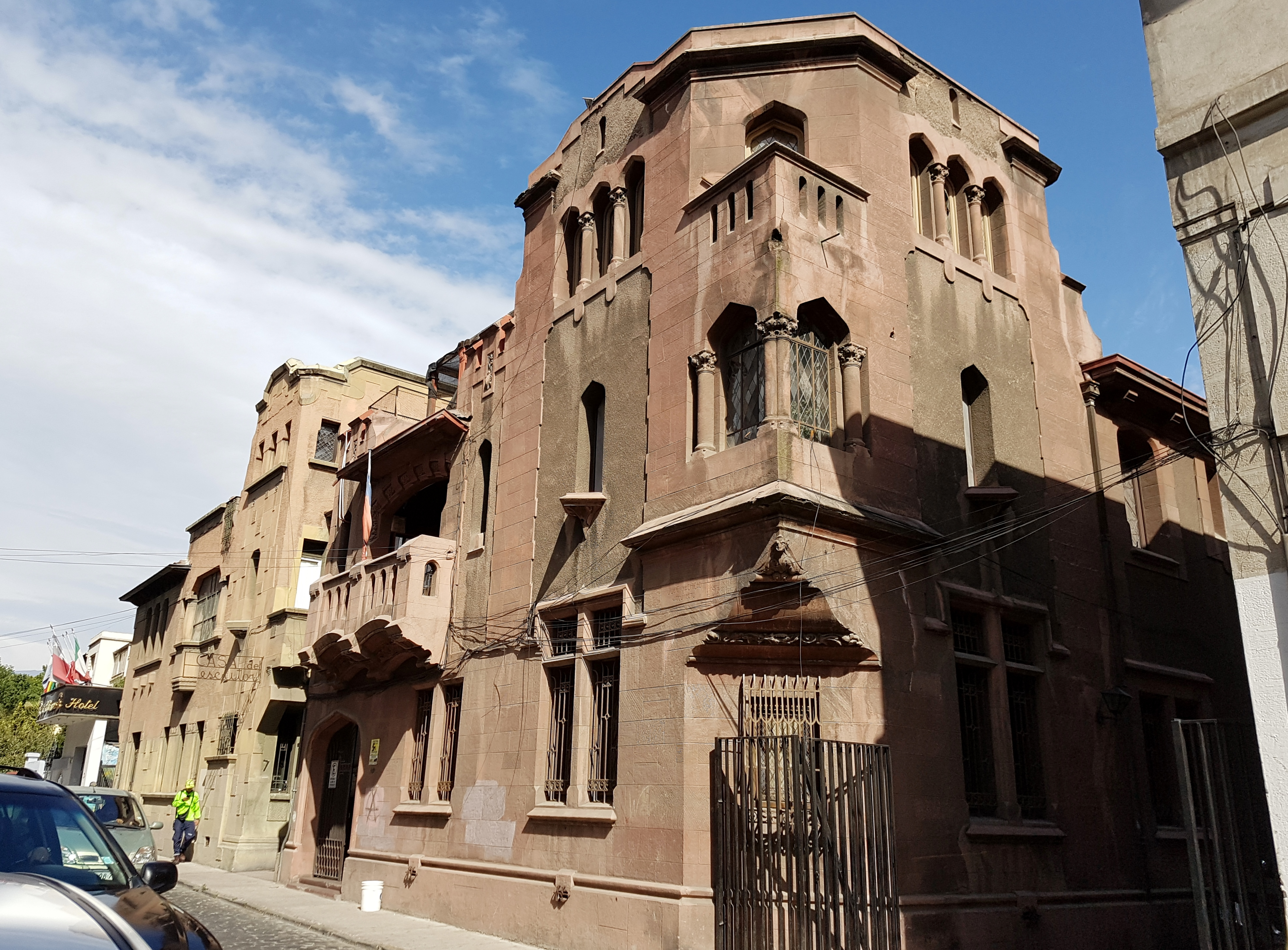
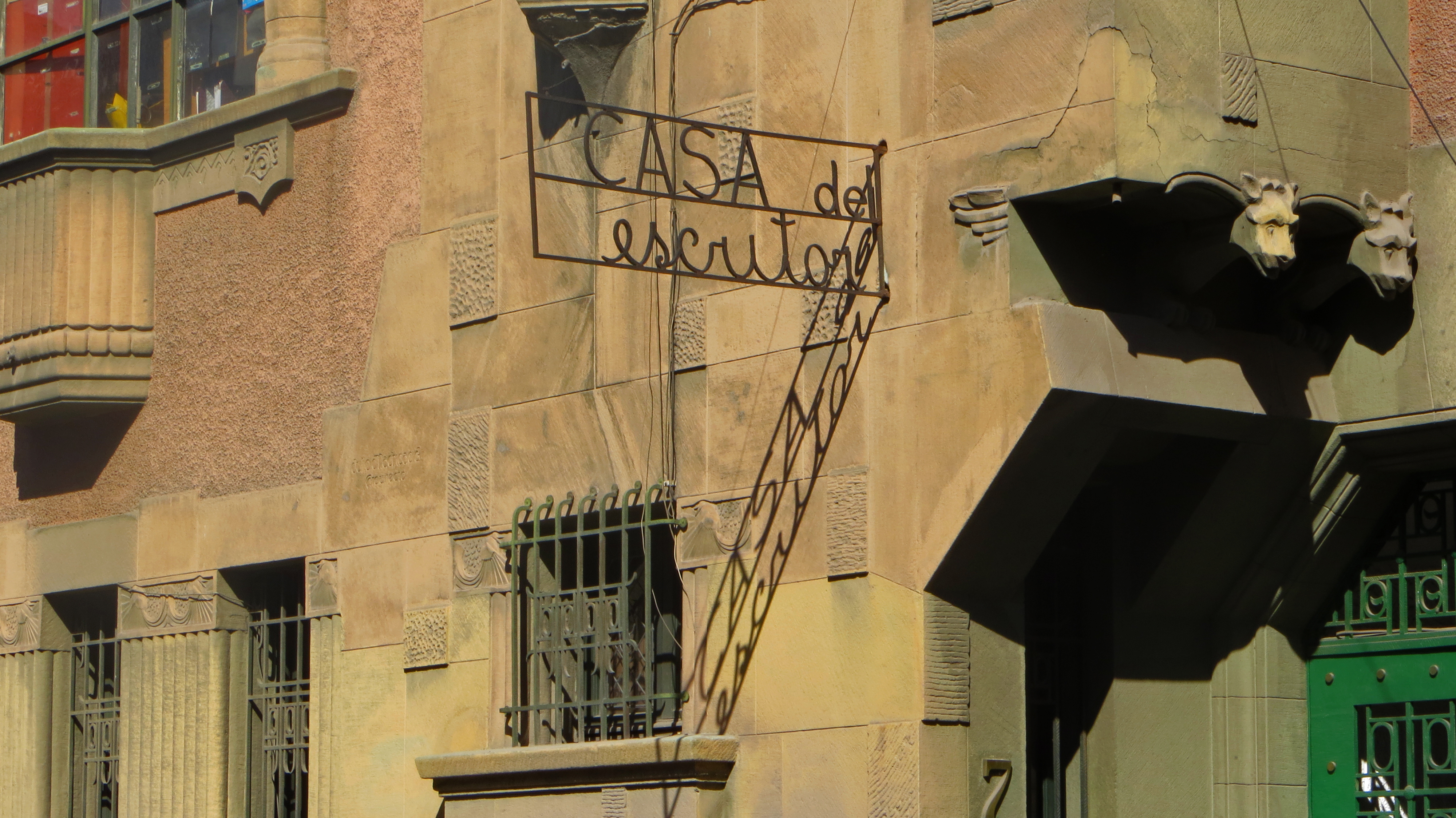
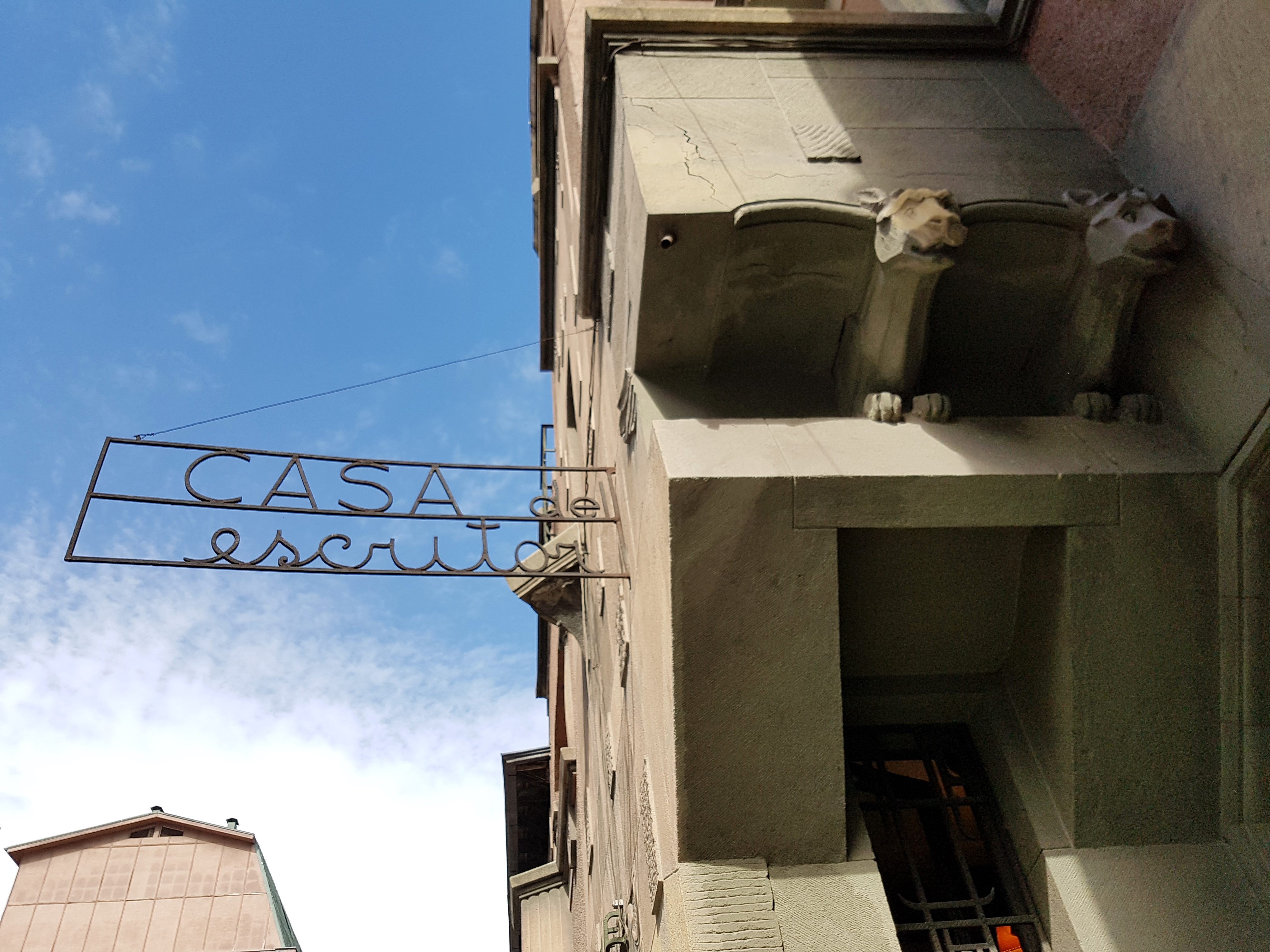
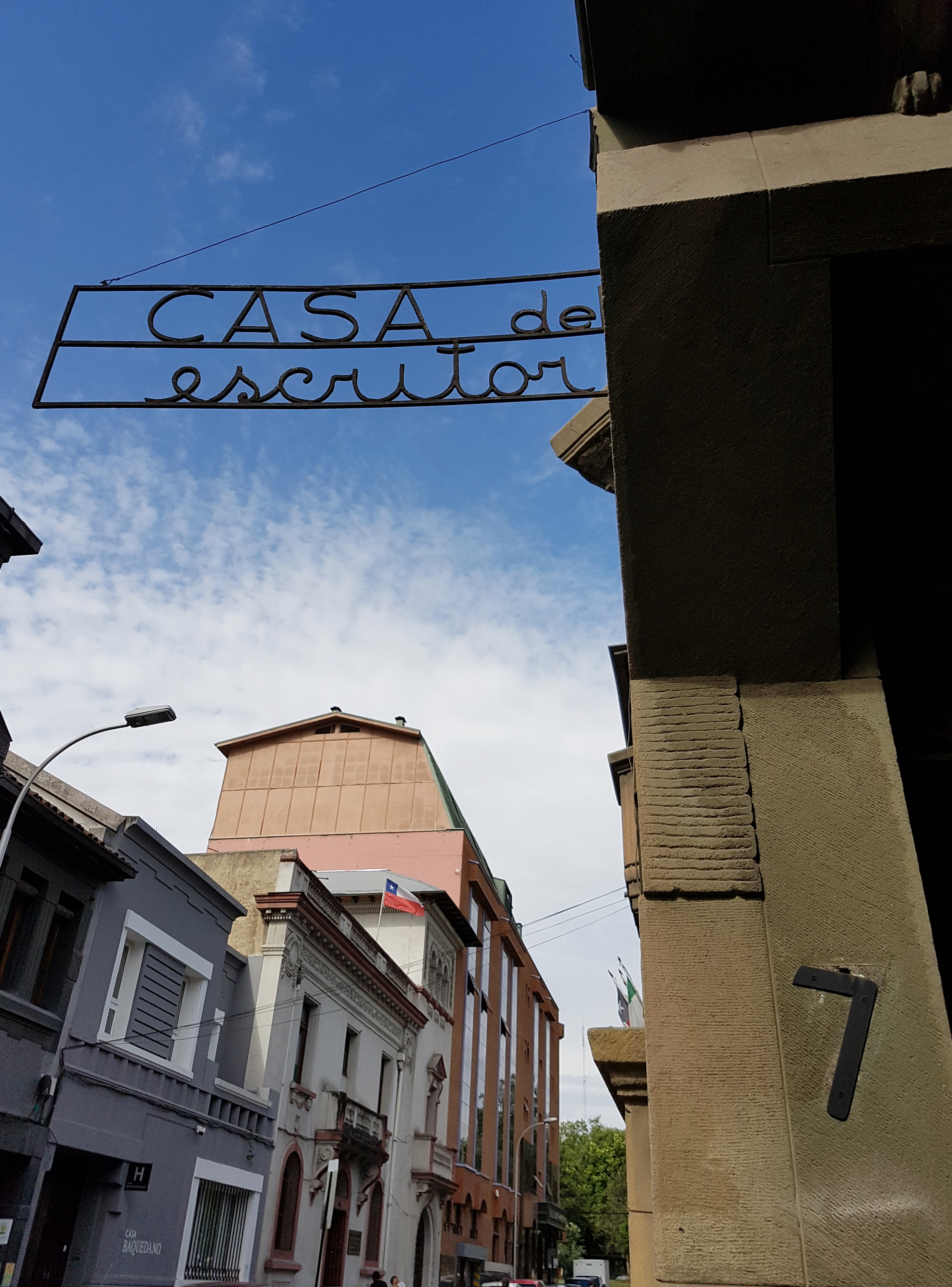
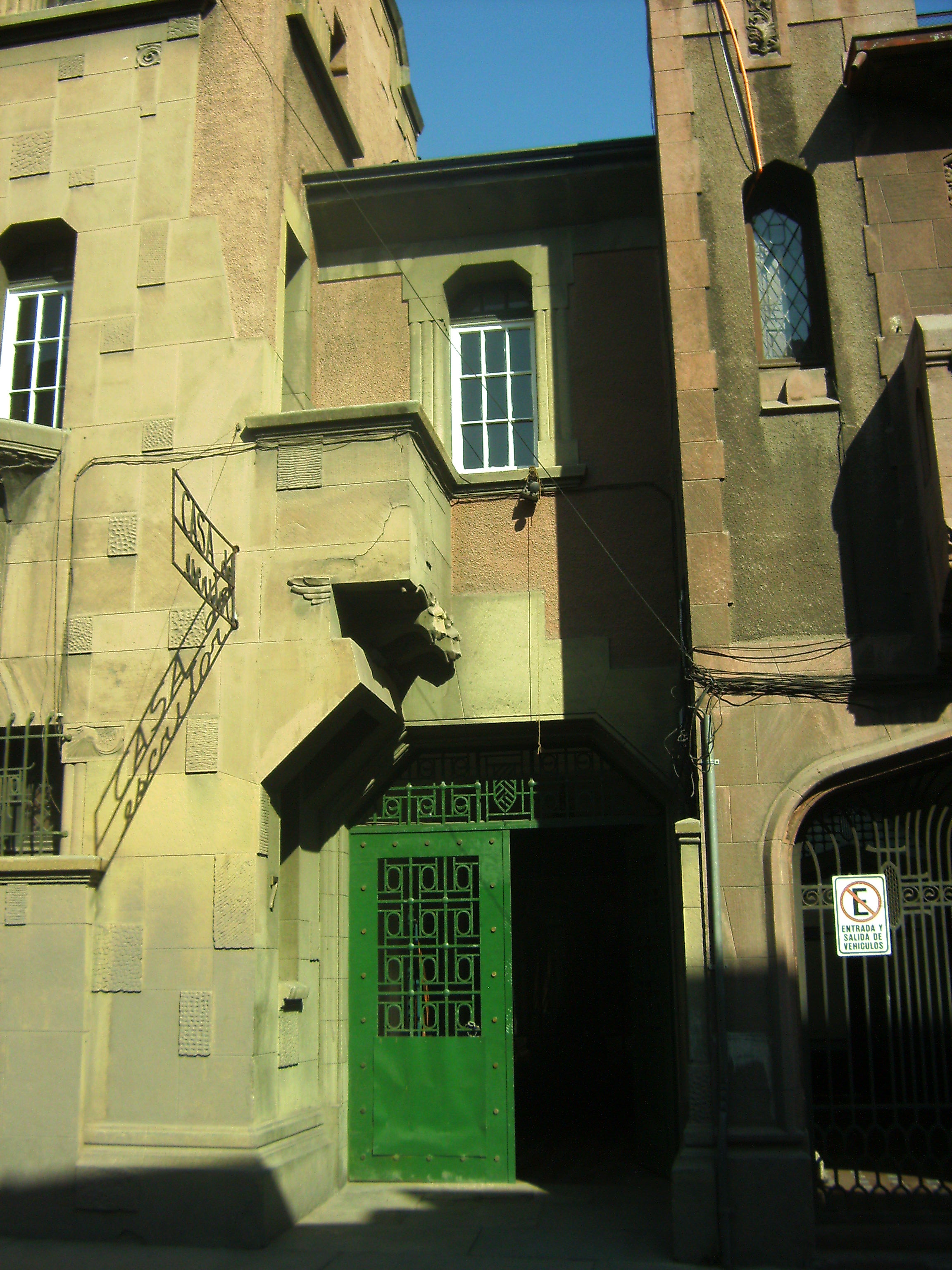
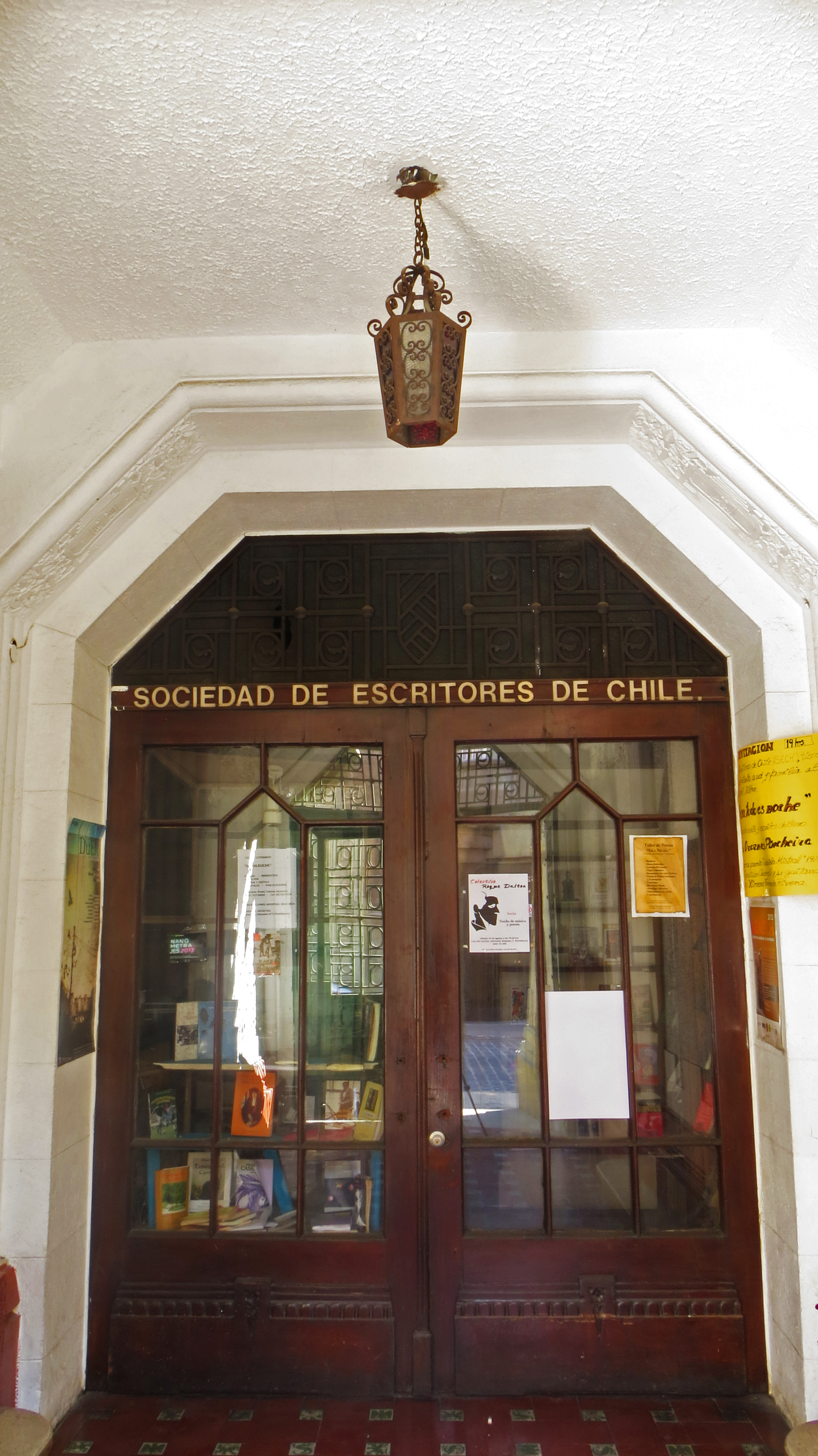

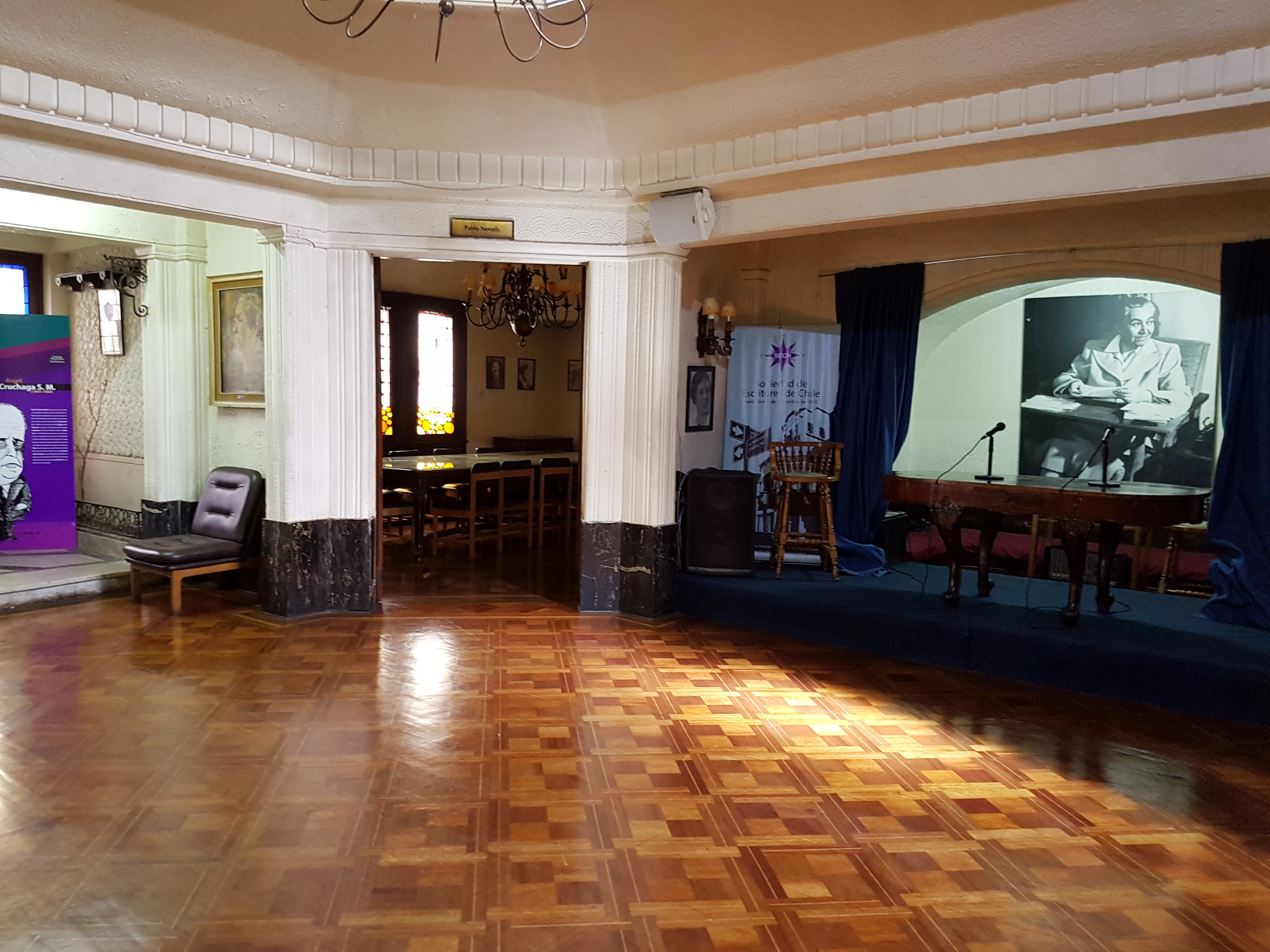
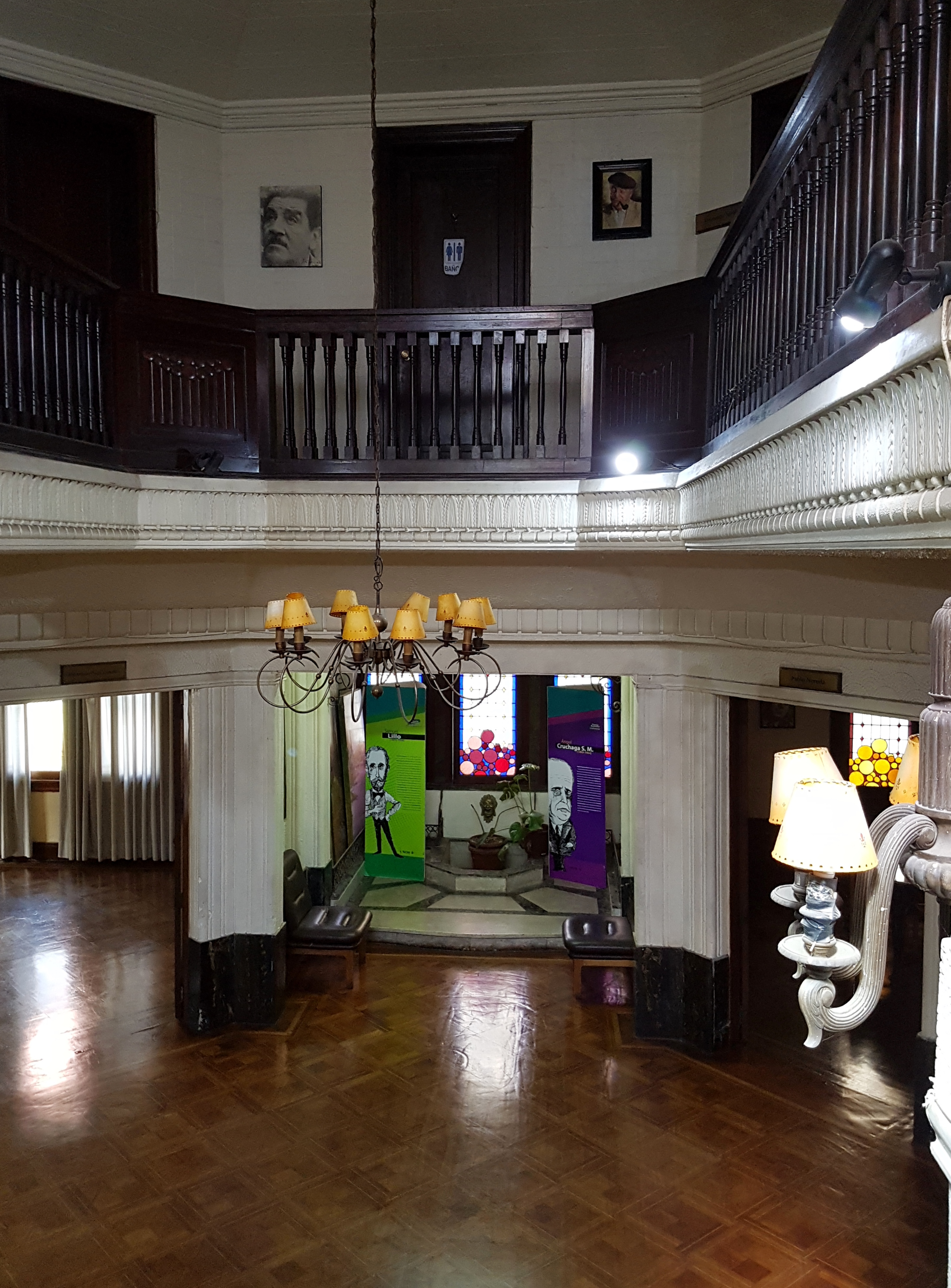
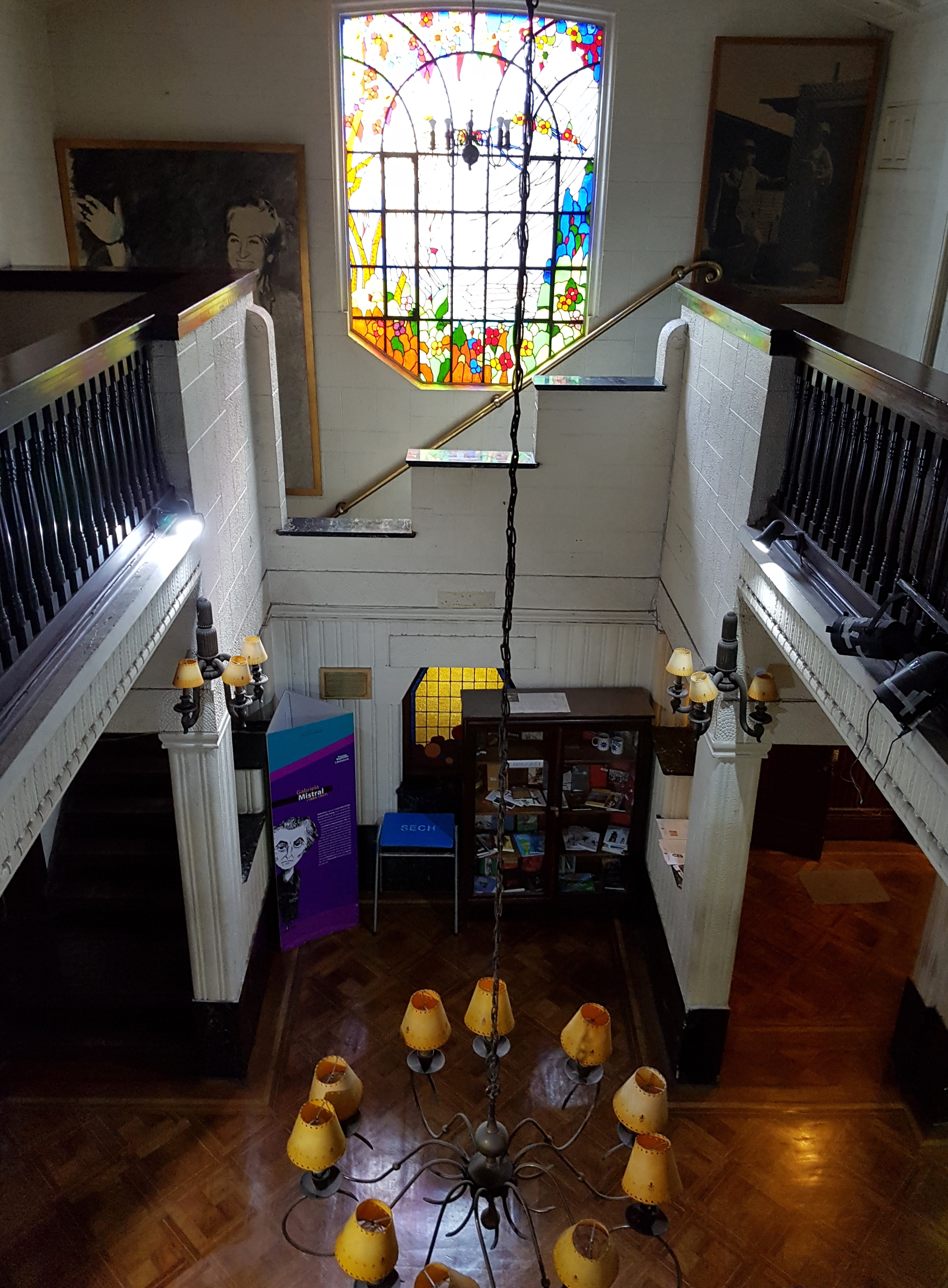
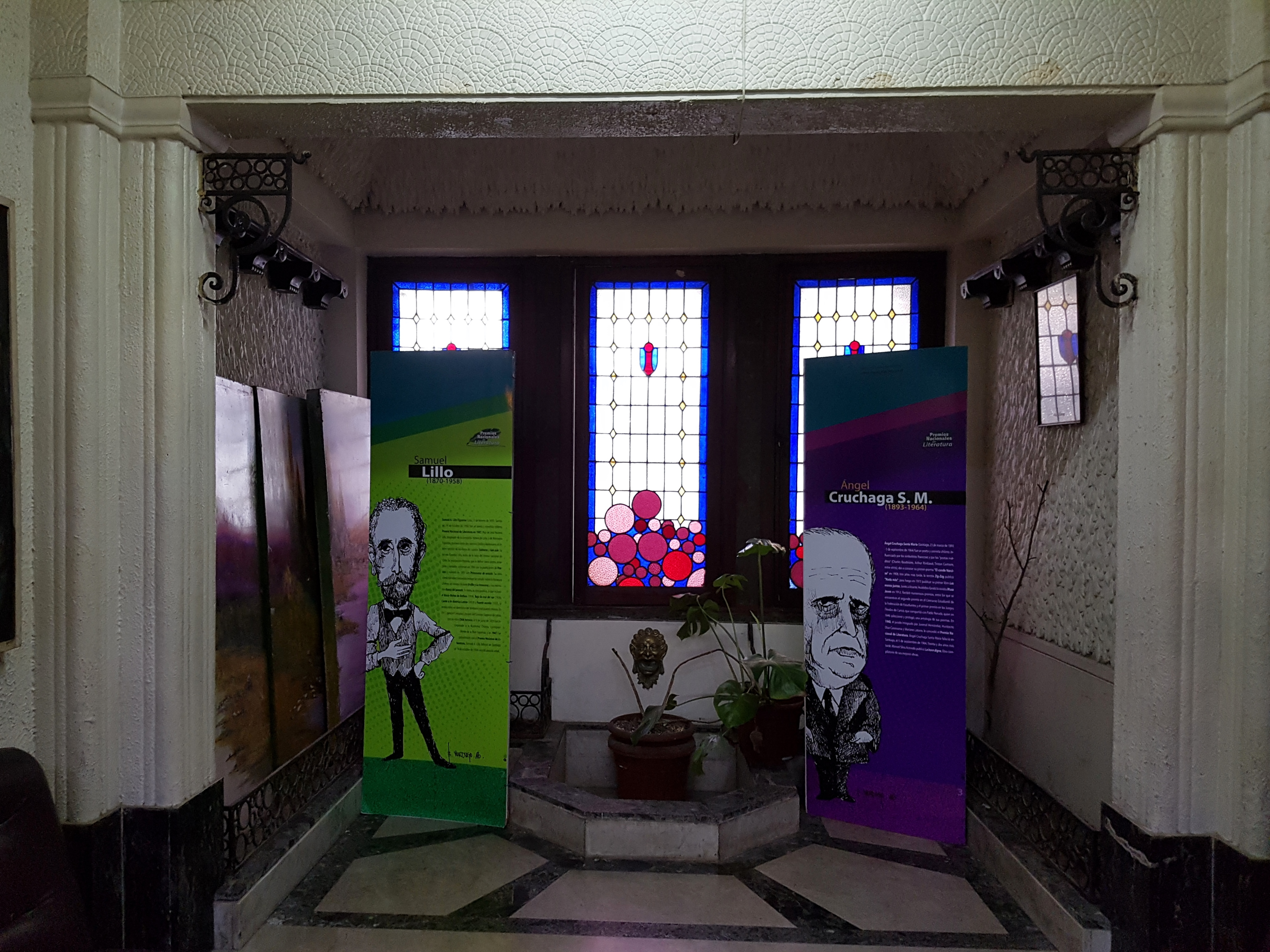
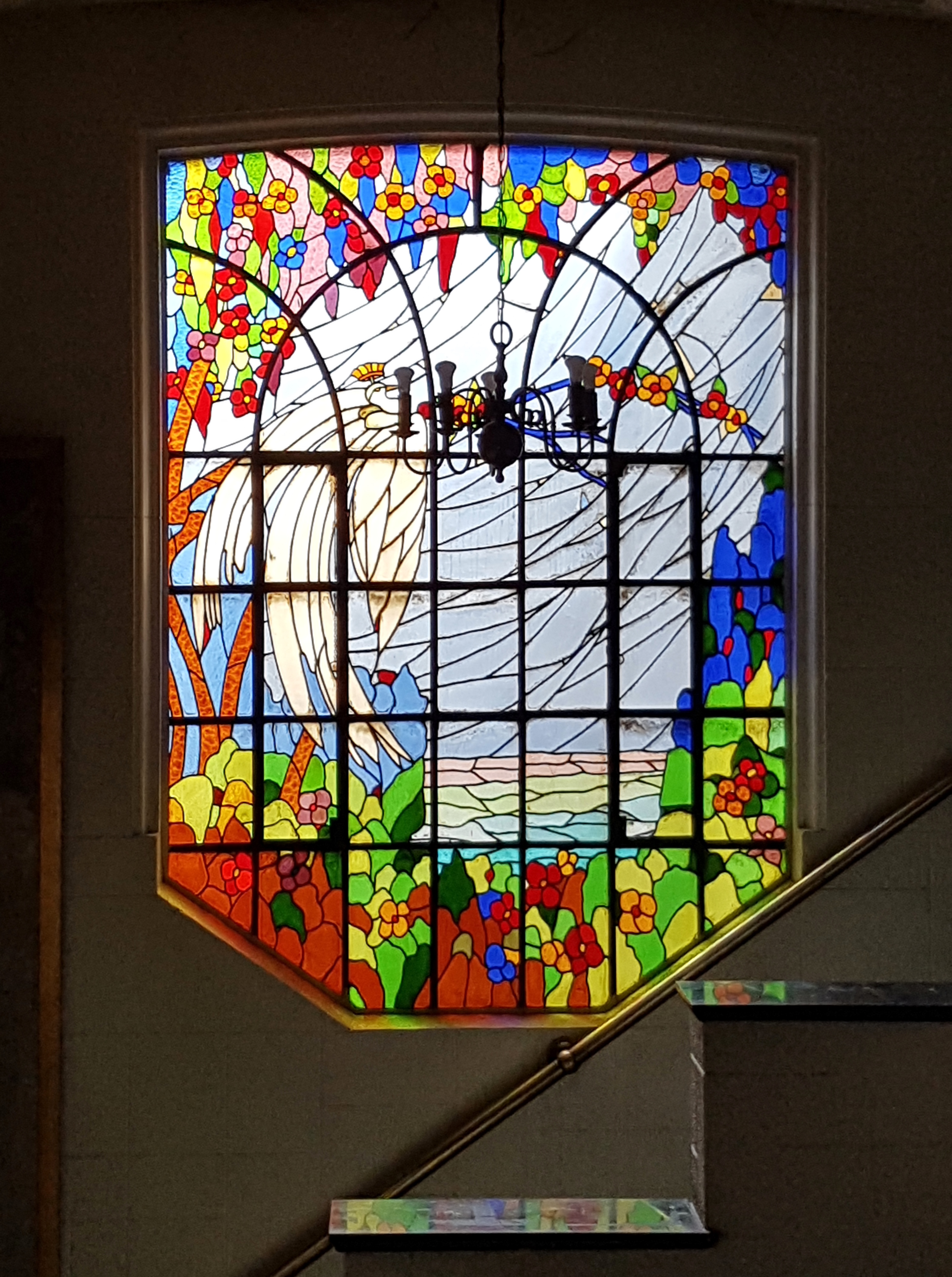
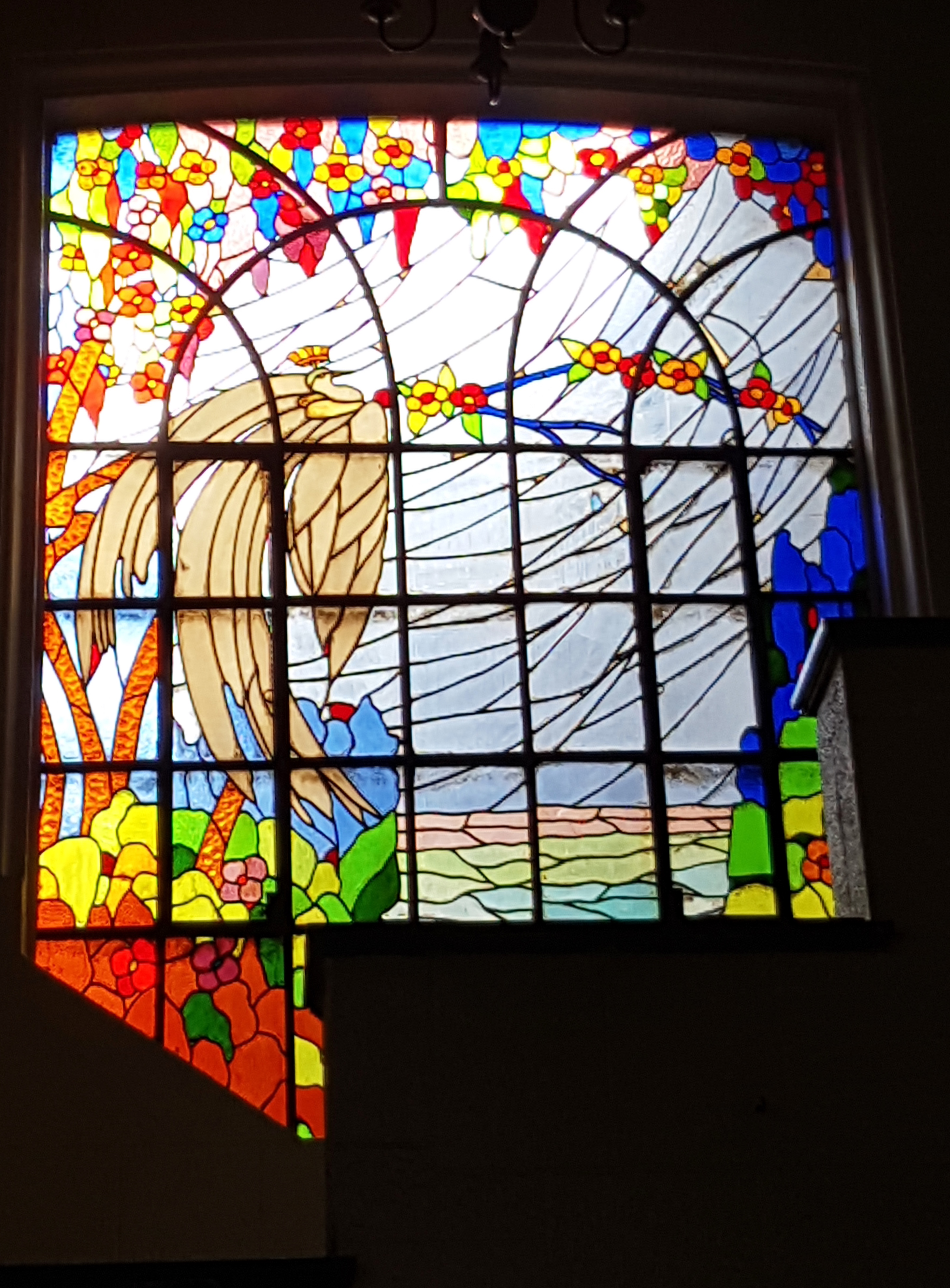
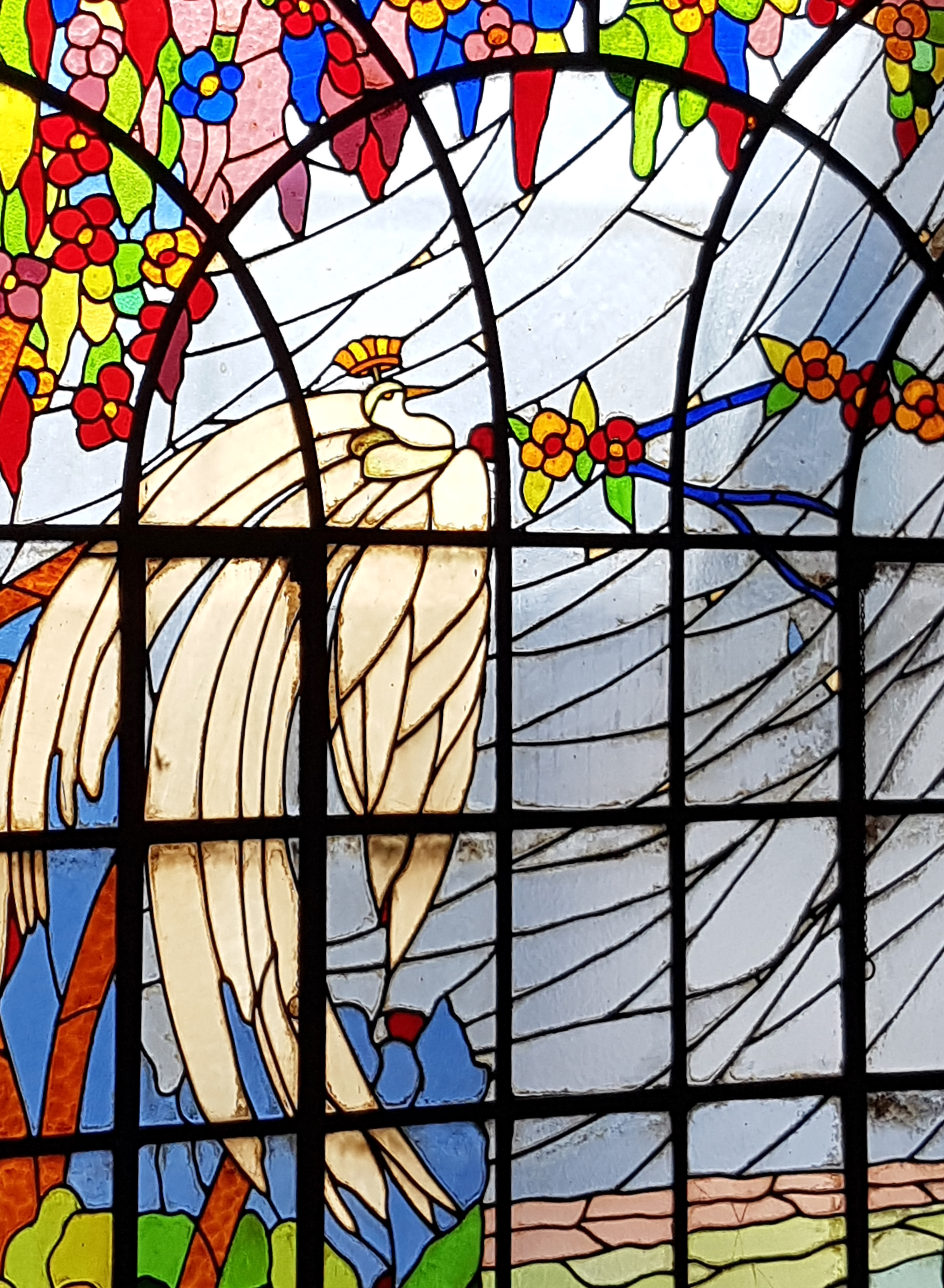
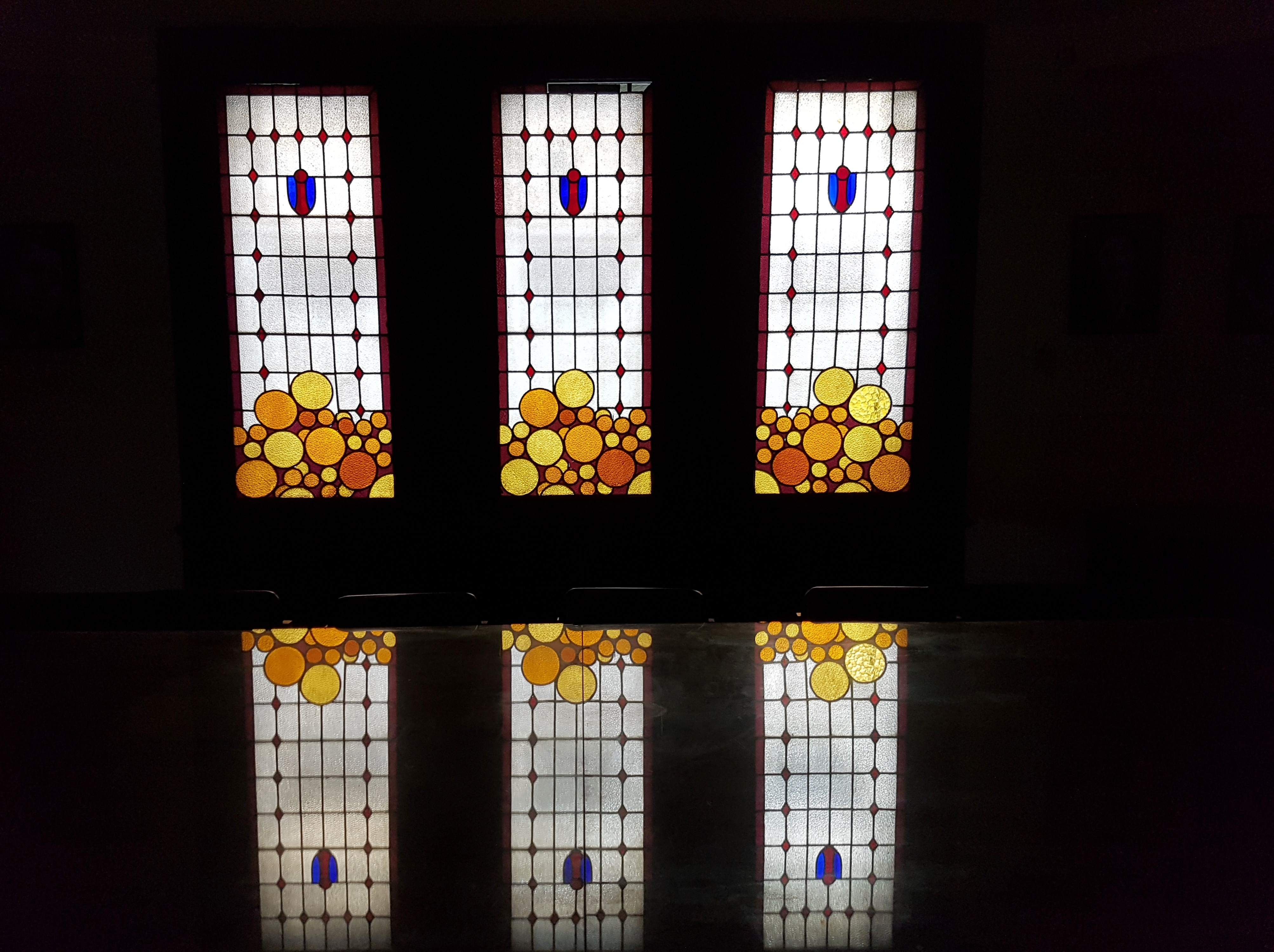
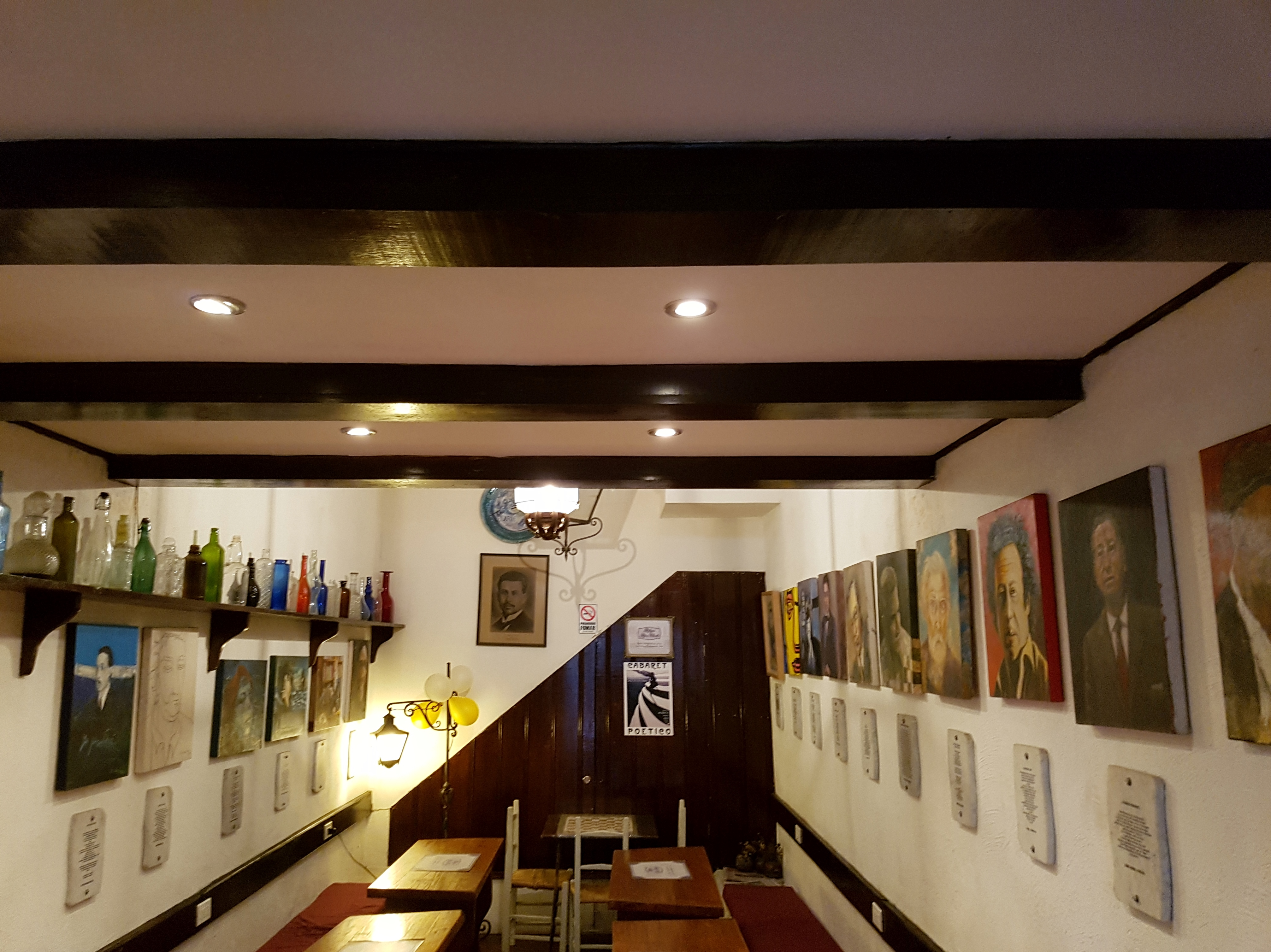
Bar